# 岩石循環
岩石循環是指不同岩石互相轉化的過程。循環的開端是岩漿，經冷卻和結晶成為火成岩。岩石經風化、侵蝕分解，再由搬運、分選、沉積成沉積物。後者再岩化成沉積岩。岩石可經壓力、熱力轉化成變質岩。最後岩石在破壞性板塊邊界俯衝入地幔而下熔化成岩漿，循環於是不息。

## 外部連結
- 自然與人文數位博物館